# Sasha Cohen
Sasha Cohen (n. 26 octombrie 1984, Westwood, California, SUA) este o patinatoare artistică americană, medaliată olimpică. A participat la 2 ediții ale Jocurilor Olimpice (2002, 2006) în care a câștigat o medalie de argint.